# 狭叶芽胞耳蕨
狭叶芽胞耳蕨（学名：Polystichum stenophyllum），为鳞毛蕨科耳蕨属下的一个植物种。